# Cazeneuve
Cazeneuve är en kommun i departementet Gers i regionen Occitanien i sydvästra Frankrike. Kommunen ligger i kantonen Montréal som tillhör arrondissementet Condom. År 2022 hade Cazeneuve 170 invånare.

## Befolkningsutveckling
Antalet invånare i kommunen Cazeneuve
Referens:INSEE